# Warschauer Herbst
Der Warschauer Herbst (poln.: Warszawska Jesień) ist das größte Festival für zeitgenössische Musik in Polen.
Das Festival ist zudem das einzige, das über Jahrzehnte weg einen internationalen Ruf beanspruchen durfte, da es als einziges Festival in Europa kontinuierlich die Gegenwartsmusik dieser Länder vorstellte, somit lassen sich die zahllosen Uraufführungen in über 50 Jahren Festivalgeschichte im Überblick wie eine klingende Musikgeschichte Osteuropas begreifen.
Das Festival findet seit 1956 jeweils Ende September statt und dauert 8 Tage. Obwohl es immer staatlich subventioniert wurde, hat es sich auch zu Zeiten des Kalten Krieges seine inhaltliche, künstlerische Freiheit bewahrt. So war es nicht nur möglich, neue Schöpfungen polnischer Komponisten vorzustellen, sondern vor allem auch die Musik westlicher Länder in den Ostblock zu holen. Neben der Musik der 2. Wiener Schule waren westliche Avantgarde-Komponisten zu hören, die bei den Darmstädter Ferienkursen und den Donaueschinger Musiktagen Furore machten, so z. B. von Pierre Boulez, Luigi Nono, Bruno Maderna oder John Cage. Die Internationalität war aber auch von der östlichen Seite her gegeben, viele polnische und russische Komponisten, die beim Warschauer Herbst uraufgeführt wurden, erlebten bald eine internationale Karriere, so etwa Krzysztof Penderecki, Witold Lutosławski, Tadeusz Baird oder Alfred Schnittke, Edison Denissow und Sofia Gubaidulina.
Der polnische Komponist Augustyn Bloch leitete über mehrere Jahre das Festival, von 1999 bis 2016 leitete Tadeusz Wielecki, ebenfalls ein Komponist, den Warschauer Herbst. Im Oktober 2016 übernahm Jerzy Kornowicz die Leitung des Festivals, für dessen Programm er seit der 60. Festivalausgabe 2017 als Direktor verantwortlich ist.